# J'irai au paradis car l'enfer est ici
Pour plus de détails, voir Fiche technique et Distribution.
J'irai au paradis car l'enfer est ici est un film français de Xavier Durringer, sorti en 1997.

## Fiche technique
Source : IMDb, sauf mention contraire
- Réalisateur : Xavier Durringer
- Scénariste : Xavier Durringer	 et Jean Miez
- Producteur : Anne François, Christopher Lambert et Laurent Bénégui
- Musique du film : Laurent Coq et Benjamin Raffaelli
- Directeur de la photographie : Mathieu Vadepied
- Montage : Raphaele Urtin
- Cadreur : Gilles Porte
- Création des décors : Eric Durringer
- Création des costumes : Anne Schotte
- Société de production : AFCL Production et France 2 Cinéma
- Format : couleur  - Son Dolby Digital
- Pays d'origine :  France
- Genre : thriller
- Durée : 115 minutes
- Date de sortie :	
  - France : 1er octobre 1997
- Public : Interdit en salles aux moins de 16 ans.

## Distribution
- Arnaud Giovaninetti : François
- Claire Keim : Claire
- Brigitte Catillon : Jacqueline
- Gérald Laroche : Rufin
- Jean Miez : Michel
- Jean-Pierre Léonardini : Manuel
- Laurent Olmedo : Antonio
- Édouard Montoute : Pascal
- Marc Chapiteau : Marco le louffe
- Luc Florian : Kilich
- Robert Cordier : Baptiste
- Éric Savin : Doumé
- Daniel Duval : Bertrand Cardone
- Bernard Cupillard : Beaulieu
- Roger Knobelspiess : Roger K
- Simon Abkarian : Simon
- Max Morel : Max
- Gérard Chaillou